# Африканские барабаны

## Барабаны западной Африки

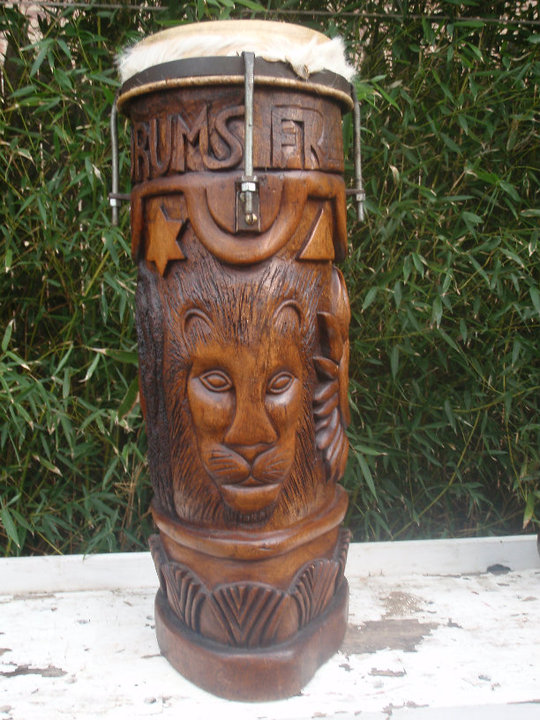
Африканский барабан работы мастера Джеральда Ачи

### Джембе
Джембе — барабан в виде кубка (примерно 60 см высотой и диаметром мембраны около 30 см), выдолбленный из цельного куска дерева. На джембе натягивают кожу козы. Обычно для этого барабана используют плотную породу деревьев, например, красное дерево. Звук, извлекаемый на джембе, должен быть очень звонким. Кожу натягивают достаточно сильно.
Играют на джембе ладонями.
Основные удары: бас (в центр мембраны), тон (основной удар по краю мембраны), слэп (шлепок по краю мембраны).
Артикуляция (звуки):
Бас — бим, бам, бум.
Тон — ту, ти.
Слэп — та, па.
В ансамбле используют три-четыре джембе, настроенных на разную тональность. На самом высоконастроенном джембе исполняют соло.

### Басовые барабаны западной Африки
Дунумба — большой барабан.
Сангбан — средний барабан.
Кенкени — малый барабан.
На этих барабанах натянута кожа быка с помощью специальных металлических колец и верёвок. Настроены эти барабаны по уровню тона соответственно. Звук извлекается палкой.
Во время игры в ансамбле — басовые барабаны образуют базовый полиритм.
Есть два способа игры:
1. балетный — когда на всех трёх барабанах играет один человек;
2. классический — на каждом барабане играет один человек. В этом случае второй рукой звук извлекается на колокольчике. На каждом басовом барабане свой тон колокольчика.

## Говорящий барабан
См. Говорящий барабан.